# Jim Courier
James Spencer „Jim” Courier (n. 17 august 1970, Sanford⁠(d), Florida, SUA) este un fost jucător profesionist american de tenis, fost lider mondial.
De-a lungul carierei, a câștigat de două ori Australian Open și de două ori turneul de la Roland Garros. De asemenea, a ajuns în finala celorlalte două turnee de Grand Slam, la Wimbledon și la U.S. Open. Este cel mai tânăr jucător de tenis care a reușit să ajungă în finala tuturor celor patru turnee de Grand Slam, la doar 22 de ani și 11 luni.
A câștigat un total de 23 de trofee la simplu în circuitul ATP  și șase la dublu. În 1993 și 1995, a câștigat Cupa Davis alături de echipa Statelor Unite. A condus clasamentul mondial pentru un total de 58 de săptămâni în 1992 și 1993. În 2005, a fost inclus în International Tennis Hall of Fame.
După retragere, Courier a devenit comentator sportiv și a colaborat cu USA Network, NBC Sports și TNT.
Între 2011 și 2018, a fost căpitanul nejucător al echipei americane de Cupa Davis.

## Finale de Mare Șlem

### Finale la simplu: 7 (4 titluri, 3 pierdute)
| Rezultat | An   | Turneu              | Suprafață | Adversar       | Scor                         |
| -------- | ---- | ------------------- | --------- | -------------- | ---------------------------- |
| Campion  | 1991 | Roland Garros       | Zgură     | Andre Agassi   | 3–6, 6–4, 2–6, 6–1, 6–4      |
| Finalist | 1991 | US Open             | Hard      | Stefan Edberg  | 2–6, 4–6, 0–6                |
| Campion  | 1992 | Australian Open     | Hard      | Stefan Edberg  | 6–3, 3–6, 6–4, 6–2           |
| Campion  | 1992 | Roland Garros (2)   | Zgură     | Petr Korda     | 7–5, 6–2, 6–1                |
| Campion  | 1993 | Australian Open (2) | Hard      | Stefan Edberg  | 6–2, 6–1, 2–6, 7–5           |
| Finalist | 1993 | Roland Garros       | Zgură     | Sergi Bruguera | 4–6, 6–2, 2–6, 6–3, 3–6      |
| Finalist | 1993 | Wimbledon           | Iarbă     | Pete Sampras   | 6–7(3–7), 6–7(6–8), 6–3, 3–6 |